# Pyramica azteca
Pyramica azteca är en myrart som först beskrevs av Kempf 1960.  Pyramica azteca ingår i släktet Pyramica och familjen myror. Inga underarter finns listade i Catalogue of Life.